# Iwan Pierszyn
Iwan Wasiljewicz Pierszyn (ros. Иван Васильевич Першин, ur. 25 stycznia 1980) – rosyjski judoka. Olimpijczyk z Pekinu 2008, gdzie zajął piąte miejsce w wadze średniej.
Brązowy medalista mistrzostw świata w 2007. Startował w Pucharze Świata w latach 1999-2008 i 2010. Mistrz Europy w 2006, a także dwukrotny medalista w drużynie. Trzeci na akademickich MŚ w 2002. Mistrz Rosji w 2005 roku.

## Letnie Igrzyska Olimpijskie 2008
| Konkurencja | Eliminacje              | Eliminacje           | Eliminacje                | Repasaże                 | Repasaże                  | Klas. końcowa |
| Konkurencja | Przeciwnik I            | Przeciwnik II        | 1/4                       | 1/2                      | o 3. miejsce              | Miejsce       |
| ----------- | ----------------------- | -------------------- | ------------------------- | ------------------------ | ------------------------- | ------------- |
| 90 kg       | Patrick Trezise (RSA) Z | Diego Rosati (ARG) Z | Andrej Kazusionak (BLR) Z | Irakli Cirekidze (GEO) P | Sergei Aschwanden (SUI) P | 5.            |